# 羅馬史 (阿庇安)
阿庇安所撰的《羅馬史》（希臘語：Ρωμαϊκά），古羅馬史書，於公元2世紀以希臘語寫成。原書二十四卷，內容為從羅馬王政時代起，歷經羅馬共和國，至公元2世紀阿庇安身處的時期，當中涉及古羅馬的對外戰爭（包括對伊比利亞半島、迦太基、馬其頓、本都等地的征伐），和羅馬共和時期的內爭（包括革拉古兄弟改革、馬略與蘇拉的內戰、同盟戰爭、斯巴達克起義、前三頭同盟、後三頭同盟等等），對於研究古羅馬國家的發展及地中海沿岸各地的歷史，具有相當高的史料價值。原書當中有十一卷完整保存至今，其餘部份或全佚，或有殘篇遺留下來。

## 本書的編撰
《羅馬史》的作者阿庇安（約95年─165年），是生於埃及亞歷山大里亞的希臘人。當時的埃及，已入羅馬帝國的版圖之內。阿庇安壯年以後長期居於羅馬城，曾歷任政府重要官職，並有機會與羅馬帝國境內各行省工商各界人士交往。《羅馬史》便是他的畢生之作。
在史料取材上，阿庇安蒐集了大量的第一手材料，原書作者多是曾親身參加過歷史上重大的事件或戰爭，如奧古斯都的回憶錄、波里比阿在第三次布匿戰爭的記敍著作等等。除此以外，阿庇安還運用了羅馬史家（如李維、維利尤斯·帕忒丘拉斯）的著作，以及引用檔案文件、立法文件及碑銘等等資料。
本書涉及古代多個世紀，範圍遍及歐洲、西亞、北非多個民族的歷史，規模宏大。據阿庇安所說，他編纂本書時，就採用了以下的方法鋪排史事：「國外戰爭是按照各民族分卷（指被羅馬人兼併的民族與國家，從卷一至卷十二），國內戰爭（卷十三至卷十七）是按照主要的司令官分卷。……最恰當的，是從我將敍述其勇武事跡的那個民族的起源。」換言之，阿庇安把各民族及羅馬人內爭的歷史，分成各卷敍述其來龍去脈，因而成為各自獨立的歷史專著組成的叢書。

## 篇幅及保存現況
阿庇安《羅馬史》的篇幅及現存情況如下：
- 序言：為本書的序。
- 第一卷《關於諸國王》：記載羅馬王政時代的事跡。原卷已佚，部份內容保留在9世紀時君士坦丁堡的总主教佛提乌的《群書摘要（英语：Bibliotheca）》、10世紀拜占庭帝國編修的《使節》、《美德與惡行》、10世紀末編成的字典《蘇達辭書》（又譯作《修伊達斯》）等書當中。
- 第二卷《關於意大利》：記載羅馬人征服意大利半島的事跡。原卷已佚，部份內容保留在《使節》、《美德與惡行》、《蘇達辭書》等書當中。
- 第三卷《薩謨尼安人的歷史》：記載羅馬人與萨莫奈人（萨莫奈）战争的歷史。原卷已佚，部份內容保留在《美德與惡行》、《蘇達辭書》、《使節》等書當中。
- 第四卷《高盧史》：記載羅馬人與高盧人交爭的歷史。原卷部份內容保留在《美德與惡行》、《蘇達辭書》、《使節》，以及19世紀紅衣主教安吉洛·馬伊的梵蒂岡抄本當中。
- 第五卷《關於西西里和其他島嶼》：記載羅馬人在西西里島、克里特島等島嶼活動，和關於第一次布匿戰爭的歷史。原卷已佚，部份內容保留在《美德與惡行》、《蘇達辭書》、《使節》等書當中。
- 第六卷《在西班牙的戰爭》：記載伊比利亞半島的情況及羅馬人在當地征戰的歷史。本卷完整保留下來。
- 第七卷《漢尼拔戰爭》：記載迦太基將領漢尼拔的生平，以及他發動第二次布匿戰爭的事跡。本卷完整保留下來。
- 第八卷（上）《布匿戰爭》：記載迦太基的情況，以及羅馬與該國之間的關係與爭戰。本篇完整保留下來。
- 第八卷（下）《努米底亞事務》：記載羅馬人與努米底亞國王朱古達交爭的情況。本篇已佚，部份內容保留在《美德與惡行》、《使節》，以及馬伊的梵蒂岡]抄本當中。
- 第九卷《馬其頓事務》：記載羅馬人與馬其頓交爭的歷史。原卷已佚，部份內容保留在《蘇達辭書》、《使節》，以及馬伊的梵蒂岡抄本當中。
- 第十卷《伊利里亞人的戰爭》：記載伊利里亞人的情況，以及羅馬人對該民族的征服戰爭。本卷完整保留下來。
- 第十一卷《敍利亞戰爭》：記載塞琉古帝國的情況，以及羅馬人與該國之間的交戰歷史、漢尼拔之死等等的情況。本卷完整保留下來。
- 第十二卷《米特里達梯戰爭》：記載本都王國的情況，以及該國國王米特里達梯六世對抗羅馬的戰爭、龐培平定地中海海盜的事跡。本卷完整保留下來。
- 第十三卷：是「內戰史」部份的第一卷，記載革拉古兄弟改革、同盟戰爭、蘇拉與馬略內戰（「第一次內戰」及「第二次內戰」）、斯巴達克起義等事跡。本卷完整保留下來。
- 第十四卷：是「內戰史」部份的第二卷，記載喀提林的陰謀、前三頭同盟、愷撒在內戰中擊敗龐培（「第三次內戰」）、愷撒的獨裁統治及遇刺身等的事跡。本卷完整保留下來。
- 第十五卷：是「內戰史」部份的第三卷，記載奧古斯都與馬克·安東尼初次發生爭執（「第四次內戰」）以及和解等事跡。本卷完整保留下來。
- 第十六卷：是「內戰史」部份的第四卷，記載後三頭同盟成立、殲滅刺殺愷撒的凶手等事跡。本卷完整保留下來。
- 第十七卷：是「內戰史」部份的第五卷，記載奧古斯都與卢基乌斯·安东尼（又譯作琉喜阿斯·安敦尼）發生爭執（「第五次內戰」），以及奧古斯都殲滅綏克都斯·龐培（「第六次內戰」）的事跡。本卷完整保留下來。
- 第十八至二十一卷：記載埃及被羅馬人所征服。此數卷已佚。
- 第二十二至二十四卷：記載帝國時代到圖拉真皇帝時對達西亞與阿拉伯的戰役。此數卷已佚。

公元1452年，教皇尼古拉五世的私人秘书彼得拉斯·康提都整理了一个拉丁文译本出版。希腊原文的最早出版则是公元1551年卡罗卢斯·斯泰法那斯在巴黎印刷的。之后的研究者们还从两部拜占庭著作《使节》和《美德与恶行》中辑出了不少引用的阿庇安著作的片断，于十六世纪末到十七世纪出版。斯特拉斯堡大学的教授约翰·施维格豪瑟对阿庇安的著作进行了重要的校勘和注解工作，于公元1785年出版。1899年荷拉斯·怀特将《罗马史》翻译成英文，成为比较常见的版本。

## 學術價值
阿庇安的《羅馬史》具有甚高的學術價值。據西方學者J·W·湯普森所說，此書可以用以核對其他古羅馬史家對同樣事件的記載。例如在高盧戰爭的記述上，把本書與愷撒《高盧戰記》對照，便知道愷撒的記述並不忠實。
荷拉斯·懷特提到本書「內戰史」部份的第一卷（即第十三卷）可說是最具價值，並形容這卷是「連接波里比阿和西塞羅之間『交替時代』的橋樑」；在價值上僅之於這卷的則是第八卷有關第三次布匿戰爭的記載。
中國大陸學者張廣智提到它的篇幅是以羅馬逐個征服的國家來敍述，這有助讀者了解到某一國家或重大事件的本末始終。學者謝德風以馬克思主義史學的角度，提出它的一些特點，就是它能夠指出羅馬共和國內部鬥爭的物質背景及其與共和末年內戰的關係，又揭示羅馬統治階級的貪婪、殘暴及血腥，並反映了羅馬各階級及各族之間的矛盾。另外，它引用了很多現已散佚的當代作品，因而或多或少地保存了這些史料。
但本書亦有若干缺點，如荷拉斯·懷特指出，阿庇安在歷史細節上缺乏準確性，這是基於當時的史家一般只想寫一本有趣味的書，或者替自己所懷抱的政治理想或道德原理提供論據，所以有時難免在著作中有些歪曲和虛構。

## 译本

### 中译本
有關阿庇安《羅馬史》的中文翻譯，現有中國大陸學者謝德風的根据荷拉斯·怀特的英譯本翻译的版本。上卷于1963年出版，之后翻译和出版工作因“文革”开始中断，文革后期根据毛泽东关于“读一点世界史”的教导，下卷才得以出版。